# Paul Nemenyi
Paul Felix Nemenyi, en húngaro: Neményi Pál (5 de junio de 1895-1 de marzo de 1952) fue un matemático y físico húngaro especializado en Mecánica de medios continuos. Era conocido por usar lo que llamó el enfoque inverso o semiinverso, que aplicaba el análisis de campos vectoriales, para obtener numerosas soluciones exactas de las ecuaciones no lineales de la dinámica de gases, muchas de las cuales representaban flujos rotacionales de energía total no uniforme. Sus trabajos aplicaron soluciones geométricas a la dinámica de fluidos. En mecánica de continuos, el "teorema de Nemenyi" demuestra que, dada cualquier red de curvas isotérmicas, existe una familia de cinco parámetros de sistemas planos de tensión para los cuales estas curvas son trayectorias de tensión.
La teoría de las cinco constantes de Nemenyi para la determinación de trayectorias de tensión en sistemas elásticos planos fue demostrada posteriormente por matemáticos posteriores.
Era el padre del estadístico Peter Nemenyi y se cree que el padre biológico del ex campeón mundial de ajedrez Bobby Fischer. .

## Biografía
Neményi nació en el seno de una rica familia húngara-judía el 5 de junio de 1895 en Fiume (Rijeka) en el Reino de Hungría. Su abuelo era Zsigmond Neményi. Su padre Dezső Neményi fue uno de los directores de Rijeka Refinery (ahora INA dd).  Neményi asistió a la escuela primaria y secundaria en Fiume (Rijeka). Terminó el bachillerato en Budapest.  El tío de Nemenyi era el Dr. Ambrus Neményi, nacido en Pécel, c. 20 km al este de Budapest. El nombre de la familia era Neumann hasta 1871 cuando lo magiarizaron a Neményi. La tía de Paul Nemenyi era Berta Koppély (cuyos padres fueron Adolf Koppély (1809-1883) y Rózsa von Hatvany-Deutsch. La colección de arte de su familia incluía obras de Klimt, Kandinsky y Matisse.
En aquella época, Hungría estaba produciendo una generación de genios de las ciencias exactas, que serían conocidos colectivamente como marcianos,entre los que se encontraban Theodore von Kármán (1881), George de Hevesy (1885), Leó Szilárd (1898), Dennis Gabor (1900), Eugene Wigner (1902), John von Neumann (1903), Edward Teller (1908) y Paul Erdős (1913).

## Trayectoria
Un niño prodigio de las matemáticas, a la edad de 17 años, Nemenyi ganó el concurso nacional húngaro de matemáticas. Nemenyi se doctoró en matemáticas en Berlín en 1922 y fue nombrado profesor de dinámica de fluidos en la Universidad Técnica de Berlín. A principios de la década de 1930, publicó un libro de texto sobre mecánica matemática que se convirtió en lectura obligatoria en las universidades alemanas. Despojado de su cargo cuando los nazis llegaron al poder, también tuvo que abandonar Hungría, donde se habían promulgado leyes antisemitas, y encontró trabajo durante un tiempo en Copenhague.
En Alemania, Nemenyi pertenecía a un partido socialista llamado ISK, que creía que se podía llegar a la verdad a través de principios socráticos neokantianos. Defendía los derechos de los animales y se negaba a usar nada hecho de lana. En 1930, Nemenyi confió a su primer hijo de 3 años, Peter Nemenyi, al cuidado de la comunidad vegetariana socialista, y lo visitaba una vez al año.
Llegó a los Estados Unidos al estallar la Segunda Guerra Mundial. Ocupó sucesivamente varios puestos docentes y participó en la investigación hidráulica en la Universidad Estatal de Iowa. En 1941 fue nombrado instructor en la Universidad de Colorado (otras fuentes afirman que en la Universidad Estatal de Colorado), y en 1944 en el State College of Washington.
Theodore von Kármán escribió sobre Nemenyi: "Cuando llegó a este país, acudía a las reuniones científicas con una camisa abierta y sin corbata, y se sintió muy decepcionado cuando le aconsejé que se vistiera como cualquier otra persona. Me dijo que pensaba que este era un país de libertad, y que al hombre sólo se le juzga según sus valores internos y no por su aspecto externo." 
En 1947, Nemenyi fue nombrado físico del Laboratorio de Artillería Naval, White Oak, Maryland. Fue jefe de la Sección de Mecánica Teórica del laboratorio y una de las principales autoridades del país en el campo de la  elasticidad y dinámica de fluidos. En el Laboratorio de Investigación de la Marina estadounidense, Nemenyi se convirtió en mentor de Jerald Ericksen, a quien puso a trabajar en el estudio de las campanas de agua.
Nemenyi fue pionero en lo que llamó el enfoque inverso o semiinverso, que aplicaba el análisis de campos vectoriales para obtener numerosas soluciones exactas de las ecuaciones no lineales de la dinámica de gases, muchas de las cuales representan flujos rotacionales de energía total no uniforme. En mecánica del continuo, el "teorema de Nemenyi" demuestra que, dada cualquier red de curvas isotérmicas, existe una familia de cinco parámetros de sistemas de tensiones planas para los que estas curvas son trayectorias de tensiones.
En su exposición Los principales conceptos e ideas de la dinámica de fluidos en su desarrollo histórico, Nemenyi criticaba duramente la inadecuada comprensión de la dinámica de fluidos por parte de Isaac Newton. I. Bernard Cohen sostiene que Nemenyi no presta suficiente atención a los experimentos empíricos de Newton. Sin embargo, Cohen señala que Nemenyi proporciona "los análisis más exhaustivos e incisivos impresos de la obra de Newton sobre los fluidos, escritos por un evidente maestro de la ciencia". Por ejemplo, Nemenyi es el único autor con el que me he encontrado que ha mostrado la debilidad de la "prueba" de Newton al final del Libro 2, de que los vórtices contradicen las leyes de la astronomía.
Los conocimientos científicos de Nemenyi iban mucho más allá de los temas de sus investigaciones. Se ha dicho de él que tenía "intereses y erudición extremadamente versátiles". El interés y la capacidad de Nemenyi abarcaban varios campos no científicos. Coleccionaba obras de arte infantiles y, en ocasiones, daba conferencias sobre ello. En 1951, publicó una crítica de toda la Encyclopædia Britannica y sugirió mejoras para secciones tan diversas como la psicología y el psicoanálisis.
Nemenyi también se interesó profundamente en la filosofía de las matemáticas y la educación matemática. Tradujo al inglés Anschauliche Geometrie de David Hilbert y Stefan Cohn-Vossen, dándole el título Geometry and the Imagination. Clifford Truesdell escribe que fue Nemenyi quien primero le enseñó "que la mecánica era algo profundo y hermoso, más allá del conocimiento de las escuelas de "matemáticas aplicadas" y "mecánica aplicada".
Paul Nemenyi murió el 1 de marzo de 1952, a la edad de 56 años. Le sobrevivió oficialmente un hijo: Peter Nemenyi, entonces estudiante de matemáticas en la Universidad de Princeton.

## Supuesta paternidad de Bobby Fischer
En 2002, Nemenyi fue identificado como el probable padre biológico del campeón mundial de ajedrez Bobby Fischer, no el hombre nombrado en el certificado de nacimiento de Fischer. En 2009 se dieron detalles adicionales sobre su relación.

## Lista seleccionada de publicaciones
- Ludin, Adolf; Nemenyi, Paul (1930). Die nordischen Wasserkräfte: Ausbau und wirtschaftliche Ausnutzung. Berlin: Julius Springer.
- Nemenyi, Paul (1933). Wasserbauliche Strömungslehre. Barth Verlag.
- Nemenyi, Paul; Netser, Bennie N. (1940). «Relation of the Statistical Theory of Turbulence to Hydraulics». Proceedings of the American Society of Civil Engineers 66: 967-979.
- Nemenyi, Paul; Prim, R. (1948). «Some Geometric Properties of Plane Gas Flow». Journal of Mathematics and Physics 27 (2): 130-135. doi:10.1002/sapm1948271130.
- Nemenyi, Paul (1962). «The Main Concepts and Ideas of Fluid Dynamics in their Historical Development». Archive for History of Exact Sciences 2: 52-86. doi:10.1007/BF00325161. Posthumous publication, edited by Clifford Truesdell.

## Obituarios
- Ciencia, 29 de agosto de 1952, vol. 116. núm. 3009, págs. 215–216
- Diario de la Academia de Ciencias de Washington 1953, 43, pp. 62–63 [Clifford Truesdell escribió este obituario y el obituario de Science, y son prácticamente idénticos. ]